# إيفلين برنت (ممثلة)
ماري إليزابيث ريغز (بالإنجليزية: Evelyn Brent) (20 أكتوبر 1895 – 04 يونيو 1975) هي ممثلة مسرحية، وممثلة تلفزيونية، وممثلة أفلام أمريكية، معروفة بإسم إيفلين برنت ولدت في تامبا، فلوريدا، توفيت في لوس أنجلوس، عن عمر يناهز 74 عاماً، بسبب نوبة قلبية.

## وصلات خارجية
- إيفلين برنت على موقع IMDb (الإنجليزية)
- إيفلين برنت على موقع ألو سيني (الفرنسية)
- إيفلين برنت على موقع أول موفي (الإنجليزية)
- إيفلين برنت على موقع قاعدة بيانات الأفلام السويدية (السويدية)
- إيفلين برنت على موقع إن إن دي بي (الإنجليزية)
- إيفلين برنت على موقع قاعدة بيانات الفيلم (الإنجليزية)
- إيفلين برنت على موقع كينوبويسك (الروسية)